# 語り手
語り手（、英: narrator）は物語論において物語を語る物語内の存在である。ナレーター、語り部（）とも。

## 概要
語り手は、映画・ドラマ・演劇・小説など、あらゆる種類のストーリーテリングにおいて、作者・読者と並び重要な存在である。1つの物語には1人以上の語り手が必ず存在する。小説でいうところの「地の文」の語り手である。

## 定義
語り手（、英: narrator）は物語を語る物語内の存在である。
語り手は物語の世界に存在して現実世界に肉体を持たず、作者によって創造された存在であり、読者が理解しやすいように物語を説明する役目を果たす。

### 関連語

#### 作者
物語論における作者（、英: author）は物語の創作者である。
語り手（英: narrator）は作者（英: author）と明確に区別される。作者は、物語に内在せず、物語から演繹できない、物語とは独立した存在である。語り手は物語に内在し、その性質/人物像が物語から演繹できる。「同一作者の2作品が異なる語り手」「複数作者かつ単一語り手の物語」といったケースの存在はこの区別の妥当性を示している。

## 性質
語り手は様々な性質をもち、各語り手ごとに性質値が異なる。
- overt
- 聡明さ: knowledgeable / non-knowledgeable
- ubiquitous
- self-conscious
- 信頼性: reliable / unreliable

また語り手ごとに物語内容および聞き手との距離感が異なる。

## 分類
一人称の語り手や三人称の語り手がよく使われるが、二人称の語り手（「きみ」など）や一人称複数（「わたしたち」など）を語り手とする場合もある。

### 一人称の語り手
作者がどういった存在を語り手として選ぶかは、物語や作品がどう読者に受容されるかにおいて重要な問題となる。一般的に一人称の語り手を選ぶと、語り手となるキャラクターの感情や考え方や、そのキャラクターによる世界や他の登場人物に対する見方に、物語の焦点が置かれる。もし作者の意図がキャラクターの内部にまで分け入ることであれば、一人称視点は適切な選択肢だといえる。

### 三人称の語り手
作者がキャラクターの知ること感じることすべてをあらわにする意図がない場合、語り手をキャラクターすべてを三人称で呼ぶような第三者の視点に置くという選択肢もある。特に「全知の三人称の語り手」は、自分のことしか知らない一人称の語り手とは対照的に物語の世界を概観し、多くのキャラクターの心情を探り、物語の大きな背景を眺める視点を読者に与える。多数のキャラクターによる視点や筋書きが重要な物語の場合、三人称視点の語り手は適切な選択肢である。

### 複数の語り手
作者は、複数の語り手に異なった視点から物語を語らせることもできる。物語の各部分の語り手のうち、誰が一番信頼できそうかを決めるのは読者次第である。例えば、スティーブン・キングの『キャリー』では第三者が語るストーリーの間に、複数の登場人物たちによる文章や証言が導入されている。

### 信頼できない語り手
信頼できない語り手は、一人称の物語を背後から動かす力で、語り手の偏見、能力の限界、欲望などからナレーションがゆがむことである。語り手の人格について読者が知るための唯一偏りのない手がかりは、語り手自身の語り方である。すべての語り手は信頼できないともいえ、『白鯨』の語り手で信頼の置けそうなイシュメールから、ウィリアム・フォークナーの『響きと怒り』における複数の語り手たち（特に知的障害を抱えるベンジー）や、ウラジーミル・ナボコフの『ロリータ』における犯罪者ハンバート・ハンバート教授まで、語り手の信頼度には大きな幅がある。
信頼できない語り手の例としては『日の名残り』の執事スティーヴンス、『グレート・ギャツビー』のニック・キャラウェイ、『ライ麦畑でつかまえて』のホールデン・コールフィールド、映画『ユージュアル・サスペクツ』のヴァーバル・キント、芥川龍之介の『藪の中』や映画『羅生門』の証言者たちなどが挙げられる。19世紀から20世紀にかけて活躍した文学者・ヘンリー・ジェイムズの小説は、すべて語り手の視点の限界や彼らの語りの背後にある動機などが重要な役割を果たしている。
信頼できない語り手はフィクションに限ったものではない。回顧録・自伝・自伝的フィクション（オートフィクションなど）には語り手たる作者とキャラクターたちが登場する。時として、作者は事実を歪曲して本当に「信頼できない語り手」となることもあれば、ある目的から自ら「信頼できない語り手」の人格を使うこともある（例えば、映画『バスケットボール・ダイアリーズ』の原作となったジム・キャロルの自伝的小説、『マンハッタン少年日記』など）。

## 技法
物語は、明確で首尾一貫した語り手を持たなければならない。このため、作者による語り手の取り扱い方にはいくつかの決まりごとがある。
- 語り手は物語の中におり、読者や作者の世界にはいてはならない。（語り手と、読者や作者との間には、超えられない「第四の壁」がある。）
- 語り手は明確な属性と明確な限界を持つ単一の存在でなければならない。
- 語り手は、物語内で出会っていない存在と意思疎通していてはならない。（語り手は物語世界内にある地点から物語を語らなければならない。この地点を「視点」という。）

こうした決まりごとは、ポストモダン文学やそのさきがけとなる文学ではしばしば破られることがある。

## 歴史
西洋において小説が勃興した19世紀、「語り手」という概念や、後に「信頼できない語り手」と呼ばれることになる概念が重要なものとなった。1800年ごろまでは、詩（『イリアス』や『失楽園』のような叙事詩、ウィリアム・シェイクスピアの詩劇も含む）だけがアカデミックな文芸評論の対象だったが、詩においては作者と語り手が異ならないことが多かった。しかし、小説を評論するにあたっては、その内部の虚構世界が問題となった。特に、語り手の視点が作者の視点と異なる場合が問題とされるようになった。